# Borzęcin (województwo zachodniopomorskie)
Borzęcin – wieś w północno-zachodniej Polsce, położona w województwie zachodniopomorskim, w powiecie gryfickim, w północno-wschodniej części gminy Gryfice.
Z miejscowości Borzęcin dzieci są dowożone do Szkoły Podstawowej w Górzycy oraz do Gimnazjum nr 1 w Gryficach. We wsi nie ma świetlicy wiejskiej, a miejscowa społeczność organizuje wiele imprez kulturalno-rozrywkowych wspólnie z mieszkańcami Górzycy, w której znajduje się także remiza Ochotniczej Straży Pożarnej.
Według danych z 2011 roku Borzęcin liczył 105 mieszkańców. 

## Rys historyczny
Najstarsza datowana wiadomość o Borzęcinie pochodzi z 1224 roku. We wsi zamieszkiwał ród von Borntin (znany jest Joachim von Borntin) - Taka też była nazwa wsi do 1945 r. Z kolei powojenne nazwy przejściowe to: Borków, Borkow. 
W latach 1946–1998 miejscowość administracyjnie należała do województwa szczecińskiego.

## Układ wsi
Wieś o typowym „zaułkowym” układzie, tj. ślepo zakończona ulicówka (Sackendorf). Południowo-wschodni kraniec wsi, dochodzący w pobliżu koryta rzeki Regi, zamknięty dwoma siedliskami ustawionymi w poprzek osi drogi. Zagrody zamknięte, czworoboczne. Po 1945 roku wieś rolników indywidualnych. Układ praktycznie bez zmian, wyburzenie budynków bramowych spowodowało, że zagrody uzyskały kształt podków otwarty od strony drogi. Chałupy szeroko frontowe usytuowane w głębi działek siedliskowych. Zagrody charakteryzują się znacznymi wymiarami. We wsi starodrzewu na początku XX wieku na płn - zachód od wsi założono cmentarz, obecnie nieczynny. 

## Samorząd mieszkańców
Gmina Gryfice utworzyła jednostką pomocniczą – "Sołectwo Borzęcin", które obejmuje jedynie wieś Borzęcin. Organem uchwałodawczym sołectwa jest zebranie wiejskie, na którym mieszkańcy wybierają sołtysa. Działalność sołtysa wspomaga jest rada sołecka, która liczy od 3 do 7 osób – w zależności jak ustali wyborcze zebranie wiejskie.